# Network for Business Sustainability
 (mars 2020).
Le Network for Business Sustainability (NBS) est un organisme sans but lucratif fondé en 2005 à London à la Ivey Business School de la Western University au Canada par le professeur Pratima Bansal (en),.
Le réseau a pour objectif de faire le pont entre la recherche et le monde des affaires pour faire avancer le développement durable. Il rassemble ainsi des gestionnaires, universitaires et étudiants du monde entier qui pensent que l'entreprise doit contribuer à la prospérité économique, à la santé des écosystèmes et au bien-être des communautés.

## Fonctionnement
Le Network for Business Sustainability facilite la collaboration entre les chercheurs et les entreprises pour produire des connaissances directement applicables. À ce titre, la plateforme Internet du NBS comprend des centaines de rapports, d'articles, de podcasts et de vidéos. 

### Bureau francophone
Le Réseau Entreprise et Développement Durable (REDD) est le bureau francophone du NBS. Situé à Montréal, au Québec, il dépend de l'école des sciences de la gestion de l'Université du Québec à Montréal et est dirigé par la professeure Marie-France Turcotte,. Le REDD se concentre davantage sur l'univers des PME et a notamment travaillé avec le ministère de l'Économie et de l'Innovation du Québec sur l'organisation d'une stratégie de développement durable,.

### Sustainability centres
Le NBS rassemble plus de 150 centres de recherches consacrés aux enjeux de développement durable à travers le monde,. Tous les deux ans se tiennent d'importants ateliers durant lesquels les membres des centres se retrouvent pour faire le point sur leurs recherches, leur impact, leur façon d'enseigner et de sensibiliser ainsi que pour produire des connaissances,. En 2014, la réunion s'est tenue au sein de la Harvard Business School,. En 2016, cet atelier s'est déroulé à l'INSEAD,. 

## Récompenses
La qualité du contenu proposé a fait l'objet de plusieurs récompenses,. En 2012, le NBS et son Conseil de direction ont remporté le prix du Virtuoso Award of Excellence reconnu par l'International Association of Business Communicators pour sa publication concernant l'innovation et l'entreprise durable. Sa recherche Collaborating With Competitors a notamment été reconnue comme lauréate du prix Clean50 en 2019. 